# Ram Rampage
Ram Rampage – samochód osobowy typu pickup klasy kompaktowej produkowany pod amerykańską marką Ram od 2023 roku.

## Historia i opis modelu

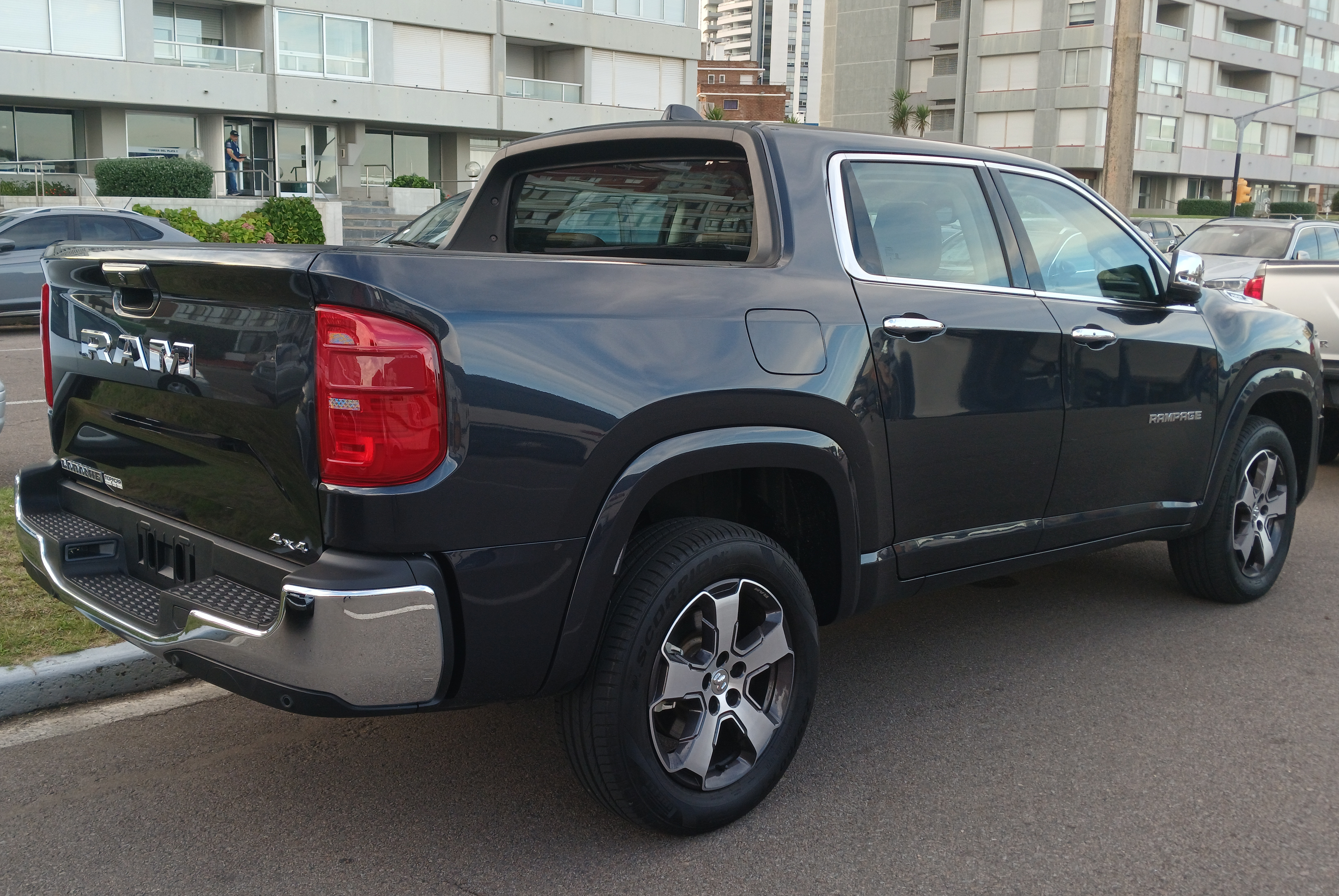
Ram Rampage - tył

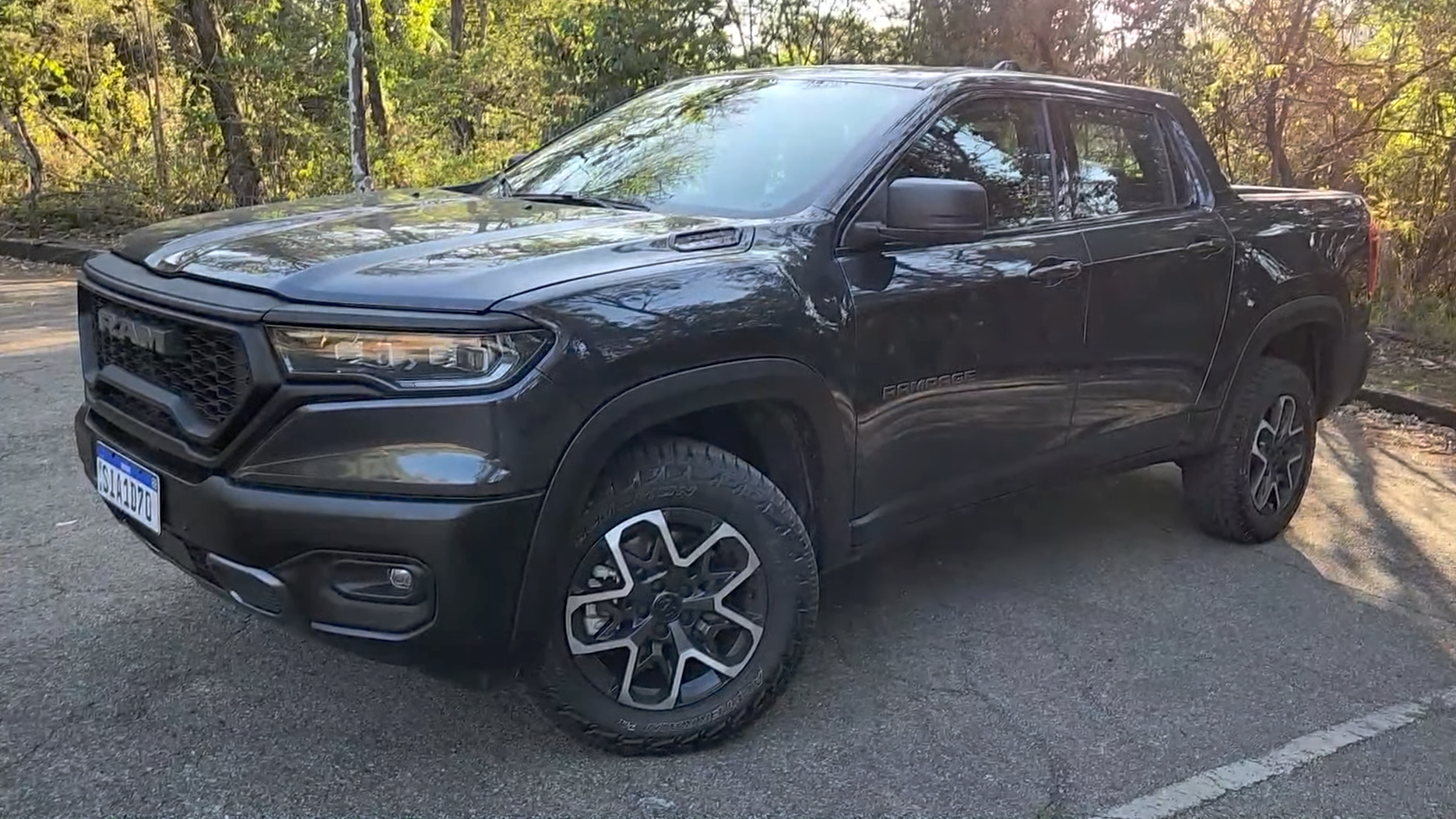
Ram Rampage Rebel

Ram Rampage powstał jako drugi, po flagowym 1500, model amerykańskiej firmy będący nie Fiatem z innymi logotypami, lecz konstrukcją zbudowaną od podstaw o marce Ram. Samochód opracowano na platformie dawnego koncernu FCA współdzieloną m.in. z Jeepem Compassem. Pas przedni zyskał duży, trapezoidalny wlot powietrza, a także wysoko ulokowane owalne reflektory. Wysoko poprowadzoną linię okien pokryła 5-miejscowa i 4-drzwiowa kabina pasażerska.
Wnętrze Rama Rampage zostało utrzymana we wzornictwie nawiązującym do SUV-ów, z bogatym w panele z aluminium oraz tapicerowanymi wstawkami, z cyfrowymi wskaźnikami o przekątnej 10,8 cala oraz centralnym, dotykowym ekranem systemu multimedialnego o przekątnej 12,3-cala obsługiwanym przez system UConnect. Standardem jest oświetlenie nastrojowe ambiente, z kolei opcjonalny m.in. 10-głośnikowy system nagłośnieniowym Harman Kardon.
Gama wariantów wyposażeniowych została oparta na szerokim portfolio głęboko różniących się od siebie trzech wariantów nawiązujących zarówno do modelu 1500, jak i produktów bratniego Dodge'a. Wersję R/T utrzymano w kontrastującej, dwubarwnej tonacji łączącej czerń z innym lakierem podstawowym, posiadając poziome poprzeczki atrapy chłodnicy czy podwójne czarne pasy biegnące po masce i dachu. Wariant Rebel otrzymał srebrne akcenty, sportowe ogumienie i charakterystyczne wypełnienie osłony chłodnicy, z kolei Laramie - bogato zdobione chromowane akcenty i tapicerkę z jasnej skóry.
Do napędu Rama Rampage wykorzystana została gama dwóch czterocylindrowych silników: 2-litrowego benzynowego z rodziny Hurricane i mocy 268 KM oraz 2-litrowego diesla konstrukcji Fiata z linii Mujtijet o mocy 168 KM. Obie jednostki napędowe zostały połączone z napędem na obie osie oraz automatyczną, 9-biegową skrzynią biegów.

### Sprzedaż
Do wytwarzania Rama Rampage przeznaczone zostały brazylijskie zakłady koncernu Stellantis w mieście Goiânia w stanie Goiás, gdzie produkcję oficjalnie zainaugurowano na początku czerwca 2023 w towarzystwie prezydenta kraju, Luiza Inácio Lula da Silvy. Samochód wywołał duże zainteresowanie wśród brazylijskich nabywców - pierwsza pula 500 sztuk kompaktowego pickupa wyprzedała się w 28 minut. Samochód pierwotnie miał powstać wyłącznie z myślą o sprzedaży w Ameryce Południowej bez planów uzupełnienia nim oferty w rodzimych Stanach Zjednoczonych. Jednakże, po premierze w czerwcu 2023 potwierdzono, że samochód trafi do sprzedaży także w regionie Ameryki Północnej.

### Silniki
Benzynowe:
- R4 2.0l Hurricane 268 KM

Wysokoprężne:
- R4 2.0l Multijet 168 KM